# 科納冰川
74°27′S 163°40′E / 74.450°S 163.667°E
科納冰川（英語：Corner Glacier），是南極洲的冰川，位於維多利亞地的斯科特海岸，流經冷藏山脈，最終與南森冰架匯流，由英國探險隊踏足，現時由南極條約體系管理。